# Karadžica
Karadžica (mak. Караџица) je planina u središtu Republike Makedonije. Prostire se između gradova Makedonski Brod (na sjeveroistok), Veles (na zapad) i Skoplje (na jug). 

## Zemljopisno-geološke karakteristike
Planina Karadžica je dio planinskog masiva Jakupica, koji se nalazi jugozapadno od grada Skoplja na površini od 39.000 hektara. 
Geološki, planina Karadžica je krška planina, i ima brojne vrtače, udubine, pećine i erozijske udoline tipične za krš.
Najviši vrh planine Karadžica je vrh Karadžica sa svojih 2 473 m, ostali vrhovi su Ostri Vrv  2 190 m, Šilegarnik  2 177 m, Crn vrv 2 155 m, Ubava 1 872 m, Dolni Pepeljak 1 814 m, i Karšijak 1 608 m. 
Granica planine sa sjevera je Skopska kotlina i rijeka Vardar, s jugozapada je to kotlina Poreče kod grada Makedonski Brod (gornji dio porječja rijeke Treske) i rijeka Treska, na istoku granicu tvori kotlina rijeke Vardar.
Na Karadžici se nalazi Rezervat prirode Jasen, uz dio na planini Suva gora, rezervat ukupno ima 1 100 km2.

## Vanjske poveznice
- O planini Karadžica na stranicama mkdmount.org  Arhivirana inačica izvorne stranice od 20. studenoga 2008. (Wayback Machine)